# 한누 티히넨
한누 티히넨(핀란드어: Hannu Tihinen, 1976년 7월 1일 ~ )은 핀란드의 전직 축구 선수로 선수 시절 포지션은 센터백이다.
팔로세우라 케미 킹스에서 축구 선수 생활을 시작했으며 1997 시즌에서 베이카우스리가의 HJK 헬싱키로 이적했다. 1998-99 시즌에서는 UEFA 챔피언스리그 1998-99에 참가했고 2000년에는 노르웨이의 비킹으로 이적했다. 2001년에는 잉글랜드의 웨스트햄 유나이티드로 임대 이적했다.
2002년부터 2006년까지 벨기에의 안데를레흐트, 2006년부터 2010년까지 스위스의 취리히 소속으로 뛰었다. 1999년부터 2010년까지 핀란드 축구 국가대표팀의 주전 수비수를 맡았다.

## 수상
- HJK 헬싱키: 베이카우스리가 1회 우승 (1997), 핀란드컵 1회 우승 (1998)
- 비킹: 노르웨이컵 1회 우승 (2001)
- 안데를레흐트: 벨기에 1부 리그 2회 우승 (2003-04, 2005-06), 벨기에 슈퍼컵 1회 우승 (2004)
- 취리히: 스위스 슈퍼리그 2회 우승 (2007, 2009)